# Jay Spearing
Jay Francis Spearing (Liverpool, 25 de novembro de 1988) é um futebolista inglês. Atualmente, joga pelo Bolton Wanderers.

## Carreira

### Reservas (2007-2010)
Criado em Wallasey, Spearing era o capitão do Liverpool Menores de 18 anos que venceu a FA Youth Cup em 2007. Ele contou com a temporada anterior na final contra o Manchester City , mas perdeu a maior parte da temporada devido a uma perna quebrada. Spearing passou metade de uma temporada no clube Devon Offwell Rangers até que ele foi promovido a Melwood , no verão de 2007, para treinar com o primeiro time do Liverpool, depois de impressionar no clube Academia através de sua magia com excelente Offwell Rangers. Ele esteve envolvido com o seu clube de infância desde que ele tinha sete anos. Ele foi eleito o melhor jogador do Torneo di Renate, uma competição para menores de 20 lados, competindo contra clubes como o AC Milan e Parma. Ele também foi parte do lado da Reserva, que ganhou a Premier Reserve League na temporada 2007-08.

### 2008-2009
Spearing fez sua estréia na equipe competitiva primeiro em 9 de dezembro de 2008, aproximando-se como um substituto em um 3-1 UEFA Champions League vitória contra o PSV Eindhoven.
Spearing também apareceu na vitória por 4-0 do Reds "sobre o Real Madrid na segunda rodada da Liga dos Campeões.
Em 31 de março de 2009, Rafael Benítez anunciou que estaria oferecendo Spearing um novo contrato, ao lado do companheiro home-grown jovem Stephen Darby. Em 06 de julho de 2009 Spearing concordou com um contrato de três anos com Liverpool.

## Títulos
Liverpool
- Copa da Liga Inglesa: 2011-12